# سیارک ۸۱۱۵
سیارک ۸۱۱۵ (به انگلیسی: 8115 Sakabe، نامگذاری:1996HB2) هشت هزار و صد و پانزدهمین سیارک کشف شده‌است که در ۲۴ آوریل ۱۹۹۶ کشف شد.
قدر مطلق سیارک برابر ۱۳٫۹۰ است.